# Nedre Kvarnsjön (Skepplanda socken, Västergötland)
Nedre Kvarnsjön är en sjö i Skepplanda socken i Ale kommun i Västergötland och ingår i Göta älvs huvudavrinningsområde. Sjön är 10 meter djup, har en yta på 0,0527 kvadratkilometer och befinner sig 123,6 meter över havet. Sjön ligger i Kvarnsjöarnas naturreservat i vildmarksområdet Risveden och avvattnas av Råttån som via Forsån som rinner ut i Grönån strax sydväst om Skepplanda.

## Delavrinningsområde
Nedre Kvarnsjön ingår i det delavrinningsområde (643296-128693) som SMHI kallar för Ovan Grönå. Medelhöjden är 82 meter över havet och ytan är 37,79 kvadratkilometer. Räknas de 3 avrinningsområdena uppströms in blir den ackumulerade arean 96,05 kvadratkilometer. Forsån / Grönån som avvattnar avrinningsområdet har biflödesordning 2, vilket innebär att vattnet flödar genom totalt 2 vattendrag innan det når havet efter 41 kilometer. Avrinningsområdet består mestadels av skog (59 %) och jordbruk (28 %). Avrinningsområdet har 0,57 kvadratkilometer vattenytor vilket ger det en sjöprocent på 1,5 %.